# Csoboth Kevin
Csoboth Kevin (Pécs, 2000. június 20. –) magyar válogatott labdarúgó, csatár, az FC St. Gallen játékosa.

## Pályafutása

### Klubcsapatokban
Csoboth Kevin 2007-ben igazolt a Pécsi MFC csapatába, ahol 8 évet töltött el. A 2012-2013-as szezonban az U13-as bajnokság nyugati csoportjában 29 mérkőzésen 77 gólt szerzett. 2015-ben kölcsönadták a székesfehérvári Főnix-GOLD FC utánpótláscsapatnak, ahol rangos nemzetközi tornákon léphetett pályára. A klub 2011-ben és 2013-ban megnyerte a Cordial Cupot, amely a korosztály legrangosabb tornája. Próbajátékra hívta többek közt a Red Bull Salzburg, a Porto, a Hertha Berlin, és a West Ham United, ahol a Rimi kupán is pályára lépett, valamint járt az AC Milan-nál, de a Dinamo Zagreb is szívesen szerződtette volna. 
2016-ban édesapjával úgy döntött, elfogadják a Ferencváros ajánlatát. A Ferencváros U16-os csapatában a 2015-2016-os szezonban 15 mérkőzésen harminc gólt szerzett, majd 2016 júliusában a másodosztályú Kozármisleny labdarúgója lett, majd szeptemberben a portugál SL Benfica igazolta le az akkor 16 éves labdarúgót. A lisszaboniak mezében első tétmérkőzésén gólt szerzett az ifi A bajnokságban az Oeiras ellen. Kilenc hónap múlva a portugálok szerződtették az addig náluk csak kölcsönben szereplő Csobothot.
2017. június 19-én a Benfica élt a szerződésben szereplő opcióval és félév után két évre szerződtették a Kozármislenytől.
A portugál klub U19-es korosztályos csapatával bajnoki címet szerzett a 2017-2018-as idényben, amelyben 15 bajnokin lépett pályára és két gólt szerzett.
2019 februárjában mutatkozott be a lisszaboni klub másodosztályban szereplő tartalékcsapatában; a Varzim elleni bajnokin a 75. percben állt be csereként.

#### MOL Fehérvár
2021. augusztus 16-án a MOL Fehérvár igazolta le. A székesfehérvári csapat színeiben szeptember 19-én mutatkozott be az SC Sopron elleni Magyar Kupa-mérkőzésen, ahol két gólt szerzett. 2022. február 14-én kölcsönbe került a másodosztályban szereplő Szegedhez.

#### Újpest

##### 2022–23-as szezon
2022 augusztusában az Újpest FC-hez igazolt. Augusztus 26-án mutatkozott be lila-fehér színekben a Paksi FC ellen csereként. Október 30-án piros lapot kapott a Puskás Akadémia elleni hazai mérkőzés 33. percében. November 9-én a Fehérvár ellen 2–1-re megnyert hazai bajnoki mérkőzésen megszerezte első gólját a lila-fehér színekben. 2023. február 12-én Csoboth góljával nyert fontos mérkőzést az Újpest a Vasas elleni rangadón. 2023. április 1-jén a Zalaegerszeg ellen 3–2-re végződő találkozón mesterhármast ért el. 2023. áprilisában az amerikai átigazolási szezon végén megkeresést kapott egy MLS klubtól, ám nemet mondott, mert nem akarta cserbenhagyni csapatát a szezon hajrájában.
2023. május 18-án hosszabbított az Újpesttel.
Tudtam, hogy nagy klubhoz kerülök, a szurkolók pedig elképesztőek, ez már az első hazai meccseknél kiderült. Megtiszteltetés itt futballozni, és a drukkereknek is köszönettel tartozom a támogatásukért.
A 2022/23-as szezonban 26 mérkőzésen 5 gólt és 6 gólpasszt jegyzett. Az M4 nézői szavazása alapján a második helyen végzett az év játékosa kategóriában, ezen belül bekerült a szezon felfedezettjeinek álomtizenegyébe. A HLSZ viszont már a szezon legjobb csapatába szavazta be. 

##### 2023–24-es szezon
A 2023/24-es szezon első fordulójában fél óra játék után, Karakó Ferenc játékvezető vitatható módon kiállította szabálytalanságra hivatkozva.  Az eset után fennállt annak az esélye, hogy esetleg a Magyar Labdarúgó-Szövetség visszavonja-e Csoboth eltiltását. Végül 1 meccses felfüggesztést kapott.  Első gólját a szezonban a ZTE ellen szerezte az 5. fordulóban, 56 másodperccel a mérkőzés kezdő sípszója után, amivel az 5. leggyorsabban élvonalbeli gólt szerző újpesti játékos lett. Ezen kívül teljesítményével bekerült az M4 forduló álomtizenegyébe. 2023. október 21-én a Kecskemét elleni hazai bajnokin duplázott. 50. újpesti bajnokiján gólt fejelt a Mezőkövesd ellen. 2024. április 21-én gólt szerzett az MTK ellen. A Diósgyőr elleni történelmi 7–0-ás győzelemből két góllal vette ki a részét. A bajnoki szezont 7 góllal zárta. Az Újpestben összesen 65 tétmérkőzésen lépett pályára, ahol 13 gólt és 13 gólpasszt osztott, a válogatottban pedig Bene Ferenc után ismét gólt szerzett lila-fehér színeket képviselve az Eb-n.

#### St. Gallen
2024. augusztus 6-án jelentették be, hogy a svájci FC St. Gallen 4 évre szerződtette a válogatott csatárt, sajtóhírek szerint több mint 1 millió euróért. Egy nappal később mutatkozott be a Konferencia Liga harmadik selejtezőkörében, a lengyel Śląsk Wrocław ellen csereként. Első találatát a Paradiso elleni kupameccsen szerezte. Szeptember 24-én megszerezte első gólját bajnoki mérkőzésen a listavezető Zürich ellen, miután 7 perccel becserélése után kiváló labdát kapott Felix Mambimbitől, majd laposan a kapuba lőtt, 3–1-re módosítva az állást. Végül 4–1-re nyert csapata. 2024. október 3-án nemzetközi kupában is megszerezte első gólját. A Konferencia Liga csoportkörében a Cercle Brugge ellen csak szépíteni tudott 4–1-es állásnál, majd 6–1-es állásnál gólpasszt adott Felix Mambimbinek, amivel beállt a 6–2-es végeredmény.

### A válogatottban
A magyar U17-es válogatottal részt vett a 2017-es Európa-bajnokságon, ahol a 6. helyet szerezte meg a csapat és ahol Csoboth a franciák elleni csoportmérkőzésen két gólt is szerzett.
2023. március 14-én meghívót kapott Marco Rossi szövetségi kapitánytól az Észtország elleni barátságos mérkőzésre, és a Bulgária elleni Európa-bajnoki selejtezőre.
Újpesten mindig kimagasló teljesítményt nyújt, és Magyarországon most nincs nála gyorsabb játékos.
2023. március 23-án debütált a magyar válogatottban az Észtország elleni barátságos mérkőzésen. 2023. október 17-én a Litvánia ellen, az ő kiharcolt szögletéből sikerült pontot mentenie a válogatottnak. 2023. november 16-án először került a kezdőbe, Bulgária elleni Eb-selejtezőn, ezen a mérkőzésen jutott ki a magyar válogatott a 2024-es labdarúgó-Európa-bajnokságra.  A kontinenstorna csoportkörében a németek és a skótok ellen is csereként lépett pályára. Utóbbi találkozón, 2024. június 23-án, a 100. percben lőtt győztes gólt, amivel Magyarország az "A" jelű négyes harmadik helyén végzett. 
|  | „Ha valaki a szegedi időszakomban azt mondta volna, hogy rövid időn belül csoportelsőként jutunk ki az Eb-re a magyar válogatottal, valószínűleg kiröhögtem volna.” |
|  | – Csoboth Kevin |

## Statisztika

### Klubcsapatokban
2025. augusztus 2-i állapot szerint.
| Klub                | Szezon           | Bajnokság | Bajnokság | Kupa  | Kupa  | Ligakupa | Ligakupa | Nemz. kupa | Nemz. kupa | Összesen | Összesen |
| Klub                | Szezon           | Mérk.     | Gólok     | Mérk. | Gólok | Mérk.    | Gólok    | Mérk.      | Gólok      | Mérk.    | Gólok    |
| ------------------- | ---------------- | --------- | --------- | ----- | ----- | -------- | -------- | ---------- | ---------- | -------- | -------- |
| Benfica B           | 2018–19          | 1         | 0         | —     | —     | —        | —        | —          | —          | 1        | 0        |
| Benfica B           | 2019–20          | 5         | 1         | —     | —     | —        | —        | —          | —          | 5        | 1        |
| Benfica B           | 2020–21          | 12        | 1         | —     | —     | —        | —        | —          | —          | 12       | 1        |
| Benfica B           | Összesen         | 18        | 2         | —     | —     | —        | —        | —          | —          | 18       | 2        |
| Fehérvár            | 2021–22          | 1         | 0         | 2     | 2     | —        | —        | —          | —          | 3        | 2        |
| Fehérvár            | Összesen         | 1         | 0         | 2     | 2     | —        | —        | —          | —          | 3        | 2        |
| Szeged (kölcsönben) | 2021–22          | 14        | 5         | —     | —     | —        | —        | —          | —          | 14       | 5        |
| Szeged (kölcsönben) | Összesen         | 14        | 5         | —     | —     | —        | —        | —          | —          | 14       | 5        |
| Újpest              | 2022–23          | 26        | 5         | 3     | 1     | —        | —        | —          | —          | 29       | 6        |
| Újpest              | 2023–24          | 32        | 7         | 3     | 0     | —        | —        | —          | —          | 35       | 7        |
| Újpest              | 2024–25          | 1         | 0         | —     | —     | —        | —        | —          | —          | 1        | 0        |
| Újpest              | Összesen         | 59        | 12        | 6     | 1     | —        | —        | —          | —          | 65       | 13       |
| St. Gallen          | 2024–25          | 31        | 1         | 2     | 1     | —        | —        | 9          | 2          | 42       | 4        |
| St. Gallen          | 2025–26          | 1         | 0         | —     | —     | —        | —        | —          | —          | 1        | 0        |
| St. Gallen          | Összesen         | 32        | 1         | 2     | 1     | —        | —        | 9          | 2          | 43       | 4        |
| Karrier összesen    | Karrier összesen | 124       | 20        | 10    | 4     | —        | —        | 9          | 2          | 143      | 26       |

Jegyzetek
1. ↑  Mérkőzései a Konferencia Liga selejtezőjében és főtábláján

### A válogatottban
| Magyarország | Magyarország | Magyarország |
| Év           | Mérk.        | Gólok        |
| ------------ | ------------ | ------------ |
| 2023         | 7            | 0            |
| 2024         | 8            | 1            |
| 2025         | 4            | 0            |
| Összesen     | 19           | 1            |

### Mérkőzései a válogatottban
| Magyarország | Magyarország         | Magyarország                            | Magyarország | Magyarország | Magyarország        | Magyarország    | Magyarország | Magyarország      |
| #            | Dátum                | Helyszín                                | Hazai        | Eredmény     | Vendég              | Kiírás          | Gólok        | Esemény           |
| ------------ | -------------------- | --------------------------------------- | ------------ | ------------ | ------------------- | --------------- | ------------ | ----------------- |
| 1.           | 2023. március 23.    | Budapest, Puskás Aréna                  | Magyarország | 1 – 0        | Észtország          | barátságos      | -            | 76'               |
| 2.           | 2023. március 27.    | Budapest, Puskás Aréna                  | Magyarország | 3 – 0        | Bulgária            | Eb-selejtező    | -            | 73'               |
| 3.           | 2023. június 17.     | Podgorica, Városi stadion               | Montenegró   | 0 – 0        | Magyarország        | Eb-selejtező    | -            | 59' 70'           |
| 4.           | 2023. szeptember 7.  | Belgrád, Rajko Mitić Stadion            | Szerbia      | 1 – 2        | Magyarország        | Eb-selejtező    | -            | 90+4'             |
| 5.           | 2023. szeptember 10. | Budapest, Puskás Aréna                  | Magyarország | 1 – 1        | Csehország          | barátságos      | -            | 84'               |
| 6.           | 2023. október 17.    | Kaunas, S. Darius és S. Girėnas Stadion | Litvánia     | 2 – 2        | Magyarország        | Eb-selejtező    | -            | 62'               |
| 7.           | 2023. november 16.   | Szófia, Vaszil Levszki Nemzeti Stadion  | Bulgária     | 2 – 2        | Magyarország        | Eb-selejtező    | -            | 59'               |
| 8.           | 2024. június 8.      | Debrecen, Nagyerdei stadion             | Magyarország | 3 – 0        | Izrael              | barátságos      | -            | 57'               |
| 9.           | 2024. június 19.     | Stuttgart, MHPArena                     | Németország  | 2 – 0        | Magyarország        | Eb-csoportkör   | -            | 87'               |
| 10.          | 2024. június 23.     | Stuttgart, MHPArena (GER)               | Skócia       | 0 – 1        | Magyarország        | Eb-csoportkör   | 1            | 86' 90+10' 90+11' |
| 11.          | 2024. szeptember 7.  | Düsseldorf, Merkur Spiel-Arena          | Németország  | 5 – 0        | Magyarország        | Nemzetek Ligája | -            | 75'               |
| 12.          | 2024. szeptember 10. | Budapest, Puskás Aréna                  | Magyarország | 0 – 0        | Bosznia-Hercegovina | Nemzetek Ligája | -            | 75'               |
| 13.          | 2024. október 11.    | Budapest, Puskás Aréna                  | Magyarország | 1 – 1        | Hollandia           | Nemzetek Ligája | -            | 64'               |
| 14.          | 2024. november 16.   | Johan Cruijff Arena, Amszterdam         | Hollandia    | 4 – 0        | Magyarország        | Nemzetek Ligája | -            | 80'               |
| 15.          | 2024. november 19.   | Budapest, Puskás Aréna                  | Magyarország | 1 – 1        | Németország         | Nemzetek Ligája | -            | 65'               |
| 16.          | 2025. március 20.    | Isztambul, Rams Park                    | Törökország  | 3 – 1        | Magyarország        | Nemzetek Ligája | -            | 78'               |
| 17.          | 2025. március 23.    | Budapest, Puskás Aréna                  | Magyarország | 0 – 3        | Törökország         | Nemzetek Ligája | -            | 74'               |
| 18.          | 2025. június 6.      | Budapest, Puskás Aréna                  | Magyarország | 0 – 2        | Svédország          | barátságos      | -            | 71'               |
| 19.          | 2025. június 10.     | Baku, Dalğa Arena                       | Azerbajdzsán | 1 – 2        | Magyarország        | barátságos      | -            | a szünetben       |
|              | Összesen             |                                         |              | 19           | mérkőzés            |                 | 1            | gól               |

## Családja
Édesapja az 1984-ben ifjúsági Európa-bajnokságot nyert Csoboth Róbert, aki pályafutása során az élvonalban játszott a Pécsi MFC-ben és a Szombathelyi Haladásban is.